# Laugø Station
Laugø Station var et dansk trinbræt på Gribskovbanen, der lå i Laugø i Gribskov Kommune. Det blev oprettet 15. maj 1931. Trinbrættet, der havde meget få passagerer, blev nedlagt d. 12. december 2021, hvor det blev erstattet af den nye Troldebakkerne Station.